# Rehaupal
Rehaupal é uma comuna francesa na região administrativa do Grande Leste, no departamento de Vosges. Estende-se por uma área de 4.72 km². Em 2010 a comuna tinha 212 habitantes (densidade: 44,9 hab./km²).